# Регия
Ре́гия (лат. Regia) — строение в Древнем Риме, располагавшееся на римском форуме. Согласно античным источникам, она была резиденцией царей Рима или, по крайней мере, их присутственным местом, а позднее — местопребыванием верховного понтифика, первосвященника римской религии. Здание находилось на Священной дороге, у подножия Палатинского холма, напротив храма Весты и Дома весталок, рядом с храмом Цезаря. Сохранился лишь фундамент регии республиканского/имперского периода. Как и другие древние постройки форума, она несколько раз разрушалась и отстраивалась заново. При раскопках обнаружены остатки нескольких строений, стоявших на этом месте. Наиболее древнее, относящееся к VII—VI векам до н. э., походило на богатый дом в этрусском стиле.

## История
В соответствии с древним преданием, она была построена как царский дворец вторым царем Рима, Нумой Помпилием. Действительно, латинское слово regia может быть переведено как «царский дом». Также упоминается, что он построил храм Весты, дом весталок и «Общественный дом» (Domus Publica). Это создало центр политической и религиозной жизни в городе и царстве. Когда Юлий Цезарь стал Верховным понтификом, он исполнял свои обязанности из регии.
Помимо архивов понтификов там хранились формулы всех видов молитв, клятв, жертвоприношений и т. д., государственный календарь священных дней, Анналы — записи ежегодных событий для общественных справок — и законы, связанные с браками, смертью и завещаниями. На юго-западной стене были вырезаны консульские (36 до н. э.) и триумфальные (между 18 и 12 до н. э.) фасты.
Регия была местом собрания коллегии понтификов и, временами, Арвальских братьев.
Во время разграбления Рима галлами в 390 до н. э. Регия была разрушена. После этого она трижды горела: в 210, 148 и 36 до н. э. после смерти Юлия Цезаря, после чего была восстановлена из мрамора на царском фундаменте Гнеем Домицием Кальвином. В 12 до н. э. Октавиан Август отдал часть здания весталкам. Регия горела ещё несколько раз: при Нероне и Коммоде. Последнее её восстановление относится ко времени Септимия Севера и Каракаллы. Руины здания были открыты в 1878. В 1886 Никольс, Джордан и Х. Гюльзен провели раскопки.

## Архитектура
Оставшиеся руины на форуме, скорее всего, не от первоначального строения. Уничтоженная землетрясением, пожаром или при разграблении города, истинная регия могла быть отстроена в другом месте.
Отстроенное здание имело необычный закрытый внутренний двор, вымощенный туфом с деревянным портиком. Внутреннее помещение было разделено на 3 комнаты со входом из внутреннего двора в среднюю комнату.
Западная квадратная комната предназначалась, судя по сохранившейся надписи на южной стене, посланникам понтифика (calatores) и фламинов.
Восточная комната в южной части была святилищем Марса, sacrarium Martis, в которой сберегался Анкил Марса. Здесь также стояли посвящённые Марсу 12 бронзовых щитов и копьё, hastae Martiae.
Восточная комната имела святилище Опы — такое священное, что только верховный понтифик и весталки могли туда войти.

## Влияние Юлия Цезаря
Согласно легенде, если копья Марса начинали дрожать, то что-то ужасное должно было случиться. Упоминалось, что они дрожали ночью 14 марта 44 до н. э. Цезарь, Верховный Жрец в то время, невзирая на колебания копий, покинул регию, чтобы посетить заседание Сената в Курии театра Помпея. Он был убит группой сенаторов, которые сговорились с Децимом Юнием Брутом и Гаем Кассием Лонгином, чтоб избавить Рим от того, кого они считали тираном.